# Ferieskola
Ferieskola är skolundervisning under skollov, till exempel sommarskola på sommarlovet. Ferieskolan kan till exempel erbjudas elever som inte blivit godkända under terminen. I Sverige finns sedan 2017 skyldighet att erbjuda sådan undervisning, se lovskola.